# Matisse (banda)
Matisse es una banda mexicana de pop formada en 2014 e integrada por Melissa Robles, Pablo Preciado y Román Torres. Su propuesta musical se distingue por letras emotivas y melancólicas, envueltas en una producción contemporánea que conecta con quienes viven historias de amor, desamor y nostalgia desde una perspectiva cercana y honesta.
Desde su debut, han lanzado álbumes como Sube (2015), Por tu bien (2017), Tres (2020), Así de Enamorados (2020), De norte a sur (2022) y Bella Nostalgia (2024), posicionando temas como “La misma luna”, “Todavía”, “Eres tú” y “Así el amor” entre los más destacados del pop en español. Su trayectoria ha sido reconocida con un Latin Grammy por “Como lo hice yo”, además de múltiples nominaciones en Premios Billboard y Premios Lo Nuestro.
En 2024 celebraron una década de carrera con la gira internacional Bella Nostalgia, que los ha llevado a más de 50 ciudades en países como México, Estados Unidos, Perú y Guatemala. Han ofrecido conciertos en recintos icónicos como el Auditorio Nacional y participado en festivales internacionales como Tecate Emblema y Tecate Pa’l Norte, reafirmando su lugar como una de las bandas más representativas del pop latino actual.

## Biografía

### Inicios musicales
Pablo y Román se conocieron mientras estudiaban música en Guadalajara, cuando se mudaron a la Ciudad de México, se hicieron amigos y comenzaron a escribir canciones. Pablo presentó algunas de esas canciones a Paul Forat, vicepresidente de Sony Music México, quién las dio a conocer, logrando que artistas como Carlos Rivera, Alejandra Guzmán y Cristian Castro, grabaran algunas de ellas. Fue entonces cuando presentó a Román, coautor de algunos de los temas, y a partir de entonces comenzaron a trabajar juntos.
El nombre Matisse fue adoptado después de que Pablo y Román vieran un cuadro de Henri Matisse en el estudio de grabación de Leonel García. Más tarde se integró Melissa; quien se dio a conocer cuando subió un video a YouTube cantando “Fascinación”, tema de Carlos Rivera, y quien la ayudó a firmar con Sony.

### 2014-2016:Sube
Lanzaron su primer sencillo «La misma luna» en agosto de 2014. Ese mismo año, participaron en la canción «Sé que te vas» del dúo estadounidense Ha*Ash. 
En 2015, lanzaron su álbum debut Sube, el cual incluía una versión propia de la canción mencionada anteriormente. Ese mismo año, fueron nominados como Artista Revelación en los Premios Grammy Latino. En 2016, fueron invitados a cantar en el Palacio de los Deportes en el concierto de Ha*Ash.

### 2017-presente:Por tu bien
Al año siguiente, lanzaron su segundo álbum Por tu bien. Para su distribución se lanzó «Todavía» el primer sencillo, junto a su vídeo musical. Ese año, participaron en el evento UpFront realizado por Sony Music México, junto a Ha*Ash y Carlos Rivera.
En 2018, estrenan su segundo sencillo de «Acuérdate de mí», además del tercer sencillo de su segundo álbum del mismo nombre Por tu bien. Ese mismo año, fueron teloneros de los conciertos de Reik en Estados Unidos, además de compartir escenarios en algunos eventos en México. El 9 de abril de 2019, estrenaron el sencillo «Eres tú», junto a la banda mexicana Reik. A mediados de año, estrenaron su sencillo a ritmo urbano «Primer avión» junto al cantante colombiano Camilo.

## Integrantes
- Román Torres : (2 de julio de 1987 en Mexicali, Baja California). Es vocalista y toca la guitarra.[13]
- Pablo Preciado: (11 de abril de 1988 en Hermosillo, Sonora). Es vocalista, toca la guitarra y el piano.[14]
- Melissa Robles: (21 de diciembre de 1989 en Mexicali, Baja California). Estudió mercadotecnia, es vocalista y toca el ukelele.

## Discografía
Álbumes de estudio
- 2015: Sube
- 2017: Por tu bien
- 2020: Tres
- 2022: Así de enamorados
- 2023: Una Navidad con Matisse
- 2023: De norte a sur
- 2024: Bella Nostalgia